# اغتيال بشير الجميل
في الساعة 16:10 مساءا من يوم 14 سبتمبر من عام 1982، تم تفجير قنبلة خلال اجتماع لحزب الكتائب المسيحي اليميني في الأشرفية في بيروت. قتل قائد القوات اللبنانية والرئيس اللبناني المنتخب بشير الجميل و23 من سياسيي حزب الكتائب الآخرين في الانفجار.
نفذ الهجوم من قبل حبيب الشرتوني ويزعم أن نبيل علم خطط له، وكلاهما عضو في الحزب السوري القومي الاجتماعي. يعتقد أن كلا الرجلين قد تصرفا بناء على تعليمات الحكومة السورية بقيادة الرئيس حافظ الأسد. هناك من يتهم إسرائيل بأنها هي من طلبت تنفيذ عميلة الاغتيال سرًا، بعد أن ظنوا أن الجميّل سيؤخر عملية السلام بين لبنان وإسرائيل بسبب طلبه إجماع اللبنانيين والعرب على الاتفاقية. في النهاية، حمل مكتب التحقيقات الفيدرالي الحزب السوري القومي الاجتماعي مسؤولية الهجوم الذي صنّفه «هجومًا إرهابيًا».
في اليوم التالي، تحركت قوات الجيش الإسرائيلي لاحتلال المنطقة، مما سمح لأعضاء القوات اللبنانية تحت قيادة إيلي حبيقة بدخول حي صبرا ومخيم شاتيلا المجاور للاجئين، والقيام بعدها بمجزرة عرفت باسم مجزرة صبرا وشاتيلا قتل فيها ما بين 1300 و3500 مدني، معظمهم من اللاجئين الفلسطينيين والمسلمين الشيعة اللبنانيين، مما تسبب في ضجة دولية.

## خلفية
حبيب طانيوس الشرتوني، مسيحي ماروني ولد في قرية صغيرة تسمى شرتون في عاليه في جبل لبنان. في أوائل السبعينيات، وقبل بضع سنوات فقط من اندلاع الحرب الأهلية اللبنانية، تأثر بالحزب السوري القومي الاجتماعي وأصبح منتميًا إليه. عندما اندلعت الحرب، تطوع للخدمة في أحد مراكز الحزب في عاليه. فر الشرتوني إلى فرنسا حيث التحق بجامعة في باريس وحصل على شهادة في إدارة الأعمال حتى أواخر صيف عام 1977 حيث انضم رسميًا إلى الحزب السوري القومي الاجتماعي في زيارته الأولى للبنان وأصبح عضوًا نشطًا منذ ذلك الحين. عند عودته إلى فرنسا، أجرى جميع الاتصالات اللازمة المتعلقة بمندوبي الحزب في باريس وبدأ في حضور بعض اجتماعاتهم السرية، حيث التقى بنبيل علم، رئيس الداخلية في الحزب في ذلك الوقت. ترك علم أثرًا كبيرًا في الشرتوني، مما مهد الطريق لاغتيال بشير.

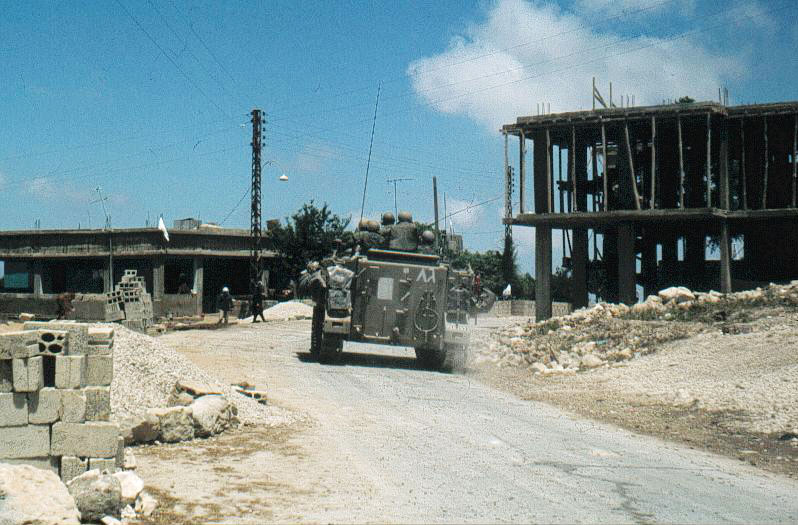
جنود إسرائليون في جنوب لبنان في يونيو من عام 1982

قامت إسرائيل بغزو لبنان في عام 1982. التقى وزير الدفاع الإسرائيلي أرئيل شارون ببشير الجميل قبل أشهر وأخبره أن الجيش الإسرائيلي يخطط لغزو لاقتلاع التهديد الذي تشكله منظمة التحرير الفلسطينية لإسرائيل وإخراجها من لبنان. في حين لم يكن الجميل مسيطرًا على تصرفات إسرائيل في لبنان، إلا أن الدعم الذي قدمته إسرائيل للقوات اللبنانية عسكريًا وسياسيًا، أغضب العديد من اليساريين اللبنانيين. كان الجميل قد خطط للاستعانة بالجيش الإسرائيلي لطرد الجيش السوري من لبنان ثم استخدام علاقاته مع الأميركيين للضغط على الإسرائيليين للانسحاب من الأراضي اللبنانية. في 23 أغسطس من 1982، وباعتباره الوحيد الذي أعلن ترشحه، انتُخب الجميل رئيسًا للبنان في انتخابات قاطعها النواب المسلمون، حيث تفوق على الحركة الوطنية. اعتمدت إسرائيل على الجميل وقواته كقوة موازنة لمنظمة التحرير الفلسطينية، ونتيجة لذلك، أصبحت العلاقات بين إسرائيل والجماعات المارونية (التي ينتمي إليها العديد من أنصار القوات اللبنانية) أقوى.

## الاغتيال
في 14 سبتمبر من عام 1982، كان بشير الجميل يخاطب أعضاء حزب الكتائب اللبنانية في مقرهم في الأشرفية، كعادته في كل يوم ثلاثاء، وفي الساعة 16:10 مساءًا، تم تفجير عبوة من 50 كيلوغراما من مادة تي إن تي في الطابق الثاني من المبنى، وأصيبت منازل حول مبنى حزب الكتائب بأضرار خطيرة جراء الانفجار. أسفر الانفجار عن مقتل الجميل و23 من سياسيي حزب الكتائب الآخرين. ذكرت الشهادات الأولى أن الجميل غادر المبنى سيرا على الأقدام أو في سيارة إسعاف.
فور الانفجار، أرسل الجيش الإسرائيلي طوافتين مع أطباء وفرق مختصة من أجل رفع الأنقاض. وصل الإسرائليين بقوة إلى المكان، لدرجة أن عدة ناقلات جند إم-113 قامت بخلع جوانب السيارات خلال إجتيازها أزقة المنطقة، وكان الجنود الإسرائيليون يرتدون الخوذات، والسترات الواقية من الرصاص ويراقبون منطقة حي الأشرفية.
لعدة ساعات بعد الانفجار، انتشرت الشائعات بأن الجميل قد نجا من الانفجار، قالت الإذاعة الكتائبية بأن الجميل سليم ويقود شخصيا عمليات الإنقاذ، أدت هذه الأنباء إلى إرتفاع صيحات الابتهاج في الحي وترافقها إطلاق رشقات رصاص تعبيرا على الفرحة بنجاة الجميل. أفاد البعض أنه كان يتلقى علاجا مستمرا لكدمات الساق في مستشفى ديو القريب. كرد فعل على ذلك، قرعت أجراس الكنيسة احتفالا ببقائه على قيد الحياة. قالت إذاعة أخرى بأن الجميل «أصيب بجراح خفيفة في ساقه وأنه نهض من الأنقاض»، قالت إذاعة صوت لبنان في الساعة 19:30 أن مصير الجميل «غير مؤكد». أفاد جوني عبده قائد المخابرات العسكرية أنه تم نقل الجميل إلى مستشفى في حيفا بطائرة هليكوبتر. لم تتمكن فرق البحث والإنقاذ في الميدان من العثور عليه أو على جثته.
تم التعرف على جثة الجميل أخيرا في الساعة 22:30 مساءا من قبل ضابط إسرائيلي في كنيسة قريبة من موقع الانفجار حيث تم جمع الموتى. لم يتم التعرف عليه من خلال وجهه، لكن تم التعرف عليه من خلال خاتم زواجه المصنوع من الذهب الأبيض الذي كان يرتديه ورسالتين كان يحملهما موجهتين إلى نفسه. خلص إلى أنه كان من أوائل الأشخاص الذين نقلوا إلى الكنيسة بعد الانفجار. أكد رئيس الوزراء شفيق الوزان في صباح اليوم التالي أن الجميل قد قتل بالفعل في الهجوم، وقال: «أواجه هذه الأخبار المروعة بأقوى إدانة لهذا العمل الإجرامي».

## ما بعد الحادثة

### الاحتلال الإسرائيلي لبيروت
بعد أخبار اغتيال الجميل، وافق كل من رئيس الإسرائيلي مناحم بيجن، ووزير الدفاع الإسرائيلي أرئيل شارون، ورئيس الأركان الإسرائيلي رافائيل إيتان على السماح للجيش الإسرائيلي بغزو بيروت الغربية. كان السبب العام لهذا القرار هو منع حدوث الفوضى هناك. في محادثة منفصلة، اتفق شارون وإيتان على أنه يجب أن لا تدخل القوات الإسرائيلية إلى مخيمات اللاجئين الفلسطينيين في بيروت، وأنه يجب استخدام حزب الكتائب في هذه المهمة.
في 15 سبتمبر، وتحديدا في الساعة 5:00 صباحا، دخل الجيش الإسرائيلي غرب بيروت، في انتهاك لوقف إطلاق النار لعام 1981 الذي توسطت فيه الولايات المتحدة.

### مجزرة صبرا وشاتيلا

صورة من المجزرة تظهر الجثث في الطرقات

هي مجزرة نفذت في يوم 16 سبتمبر من نفس العام في مخيمي صبرا وشاتيلا للاجئين الفلسطينيين. استمرت المجزرة ثلاثة أيام، ونفذت من خلال حزب الكتائب اللبنانية بمساندة الجيش الإسرائيلي الذي حاصر المخيمين وقام باطلاق قنابل الإضائة خلال الليل لتسهيل عمليات القتل. كان الدافع المعلن من المجزرة هو الانتقام لبشير، حيث ظن أعظاء الميليشيا المنفذة للمجزرة أن الفلسطينيين هم المسؤولين عن اغتيال بشير، لكن كان الجميل وشارون قد تحدثا مبكرًا عن تنفيذ عملية في صبرا وشاتيلا ضد الفلسطينيين، ولهذا فإن البعض يعتقد أن الحادثة مخطط لها مسبقا وقبل اغتيال بشير.
عدد القتلى الذين قتلوا في المجزرة غير معروف بالضبط، لكنه ما بين 750 و3500 مدني، معظمهم من اللاجئين الفلسطينيين والمسلمين الشيعة اللبنانيين.

### الاستجابة الدولية
أصدر مجلس الأمن التابع للأمم المتحدة القرار 520، الذي يطالب إسرائيل بالانسحاب الفوري من لبنان. أصدر الرئيس الأمريكي رونالد ريغان، الذي كان أحد أشد مؤيدي الجميل، بيانا تعازيه لوفاته، قائلا «لقد جلب هذا الزعيم الشاب الواعد ضوء الأمل إلى لبنان».

### انتخاب أمين الجميل

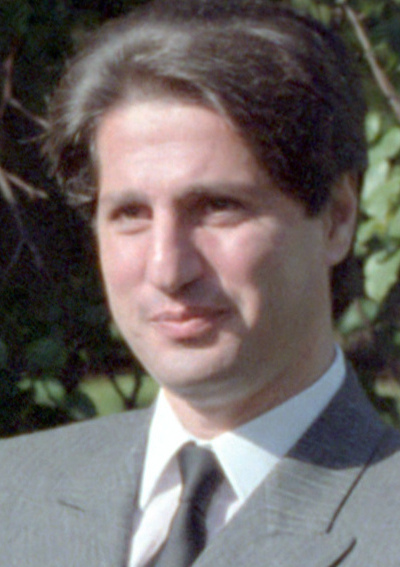
أمين الجميل

تم إنتخاب أمين الجميل، الأخ الأكبر لبشير، ليصبح رئيسًا للبنان بدلًا من بشير، وتولى المنصب من عام 1982 حتى عام 1988. تم انتخاب الجميل الأكبر خلال الجولة الأولى من التصويت في البرلمان، من بين 80 عضوا حاضرين، تم الإدلاء بسبعة وسبعين بطاقة اقتراع مع ثلاث بطاقات فارغة. ينظر إلى أمين الجميل على نطاق واسع على أنه أكثر اعتدالا من شقيقه. لم يعد الإسرائيليين بأي شيء من أجل انتخابه رئيسا. ترك منصبه في حزب الكتائب بعد الانتخابات. بمجرد انتخابه، رفض مقابلة أي مسؤول إسرائيلي.

### الإجراءات القانونية
ألقت القوات اللبنانية القبض على الشرتوني بعد يومين. حبس حبيب الشرتوني لمدة ثماني سنوات في سجن رومية دون محاكمة رسمية، قبل أن يهرب خلال الهجوم السوري الأخير الذي شهد نهاية الحرب الأهلية اللبنانية. في التسعينيات، اعترف بدوره في عملية الاغتيال. في مقابلات مع صحيفة الأخبار اللبنانية في عام 2010، ذكر الشرتوني أنه بعد هروبه، أقام في سوريا، لكنه لم يكشف عن مكان وجوده الحالي، كما نفى زيارة لبنان منذ هروبه من السجن.
خلال المحاكمة الثالثة للشرتوني في عام 2017، أغلقت احتجاجات مؤيدي كل من الحزب الوطني الاشتراكي وحزب الكتائب الطريق أمام قصر العدل. قال أحد أعضاء الحزب الوطني الاشتراكي الذي تمت مقابلته أن الشرتوني «بطل بحجم أمة». في 20 أكتوبر، حكم مجلس القضاء، أعلى محكمة لأمن الدولة في لبنان، على الشرتوني ونبيل علم بالإعدام غيابيا وحرمهما من حقوقهما المدنية.

## وصلات خارجية
- شاهد على العصر | أمين الجميل (8) اغتيال بشير الجميل